# Alipio de Alejandría
Alipio de Alejandría  (en griego Αλέξανδρος ο Αλύπιος, trad. Alejandro Alepo) fue un escritor y compositor griego de música, que prosperó aproximadamente en el año 360. De sus obras, sólo un pequeño fragmento ha sido conservado, bajo el título de Introducción a la Música (Εἰσαγωγη Μουσική).

## Obras
El trabajo de Alipio consistía en su totalidad, con excepción de una breve introducción, de las listas de símbolos utilizados (tanto para voz como para instrumentos) para designar a todos los sonidos en las cuarenta y cinco escalas que se producen al tomar cada uno de los quince modos en los tres géneros (diatônico, cromático, enarmónico). Se trata, por lo tanto, de hecho de solo una (la quinta) de las siete ramas de las que se tratan, como siempre, dividida en introducción, y posiblemente puede ser sólo un fragmento de una obra mayor. Habría sido más valioso que un número considerable de ejemplos fueran dejados sobre el uso real del sistema de calificación descritos en el mismo; por desgracia, muy poco de él sobrevivió, y esos parecen pertenecer a una etapa anterior a la ciencia. Sin embargo, el trabajo de Alipio sigue siendo la mejor fuente de conocimiento moderno sobre las notas musicales de los griegos, incluyendo un relato completo del sistema griego de escalas, trasposiciones, y la notación musical, que sirve para arrojar algo de luz sobre la oscura historia de los modos.
El texto, que parecía irremediablemente dañado según la visión de su primer editor contemporáneo, el erudito clásico Johannes Meursius, fue sin embargo restaurado, aparentemente con éxito, por el erudito danés Marcus Meibomius. La obra Introducción a la Música fue impresa con las tablas de notación en Antiquae Musicae Scriptores, de Marcus Meibomius, (Ámsterdam 1652). Meibomius no sólo hizo uso del manuscrito perteneciente a Joseph Scaliger, sino que también uso otros existentes en Inglaterra y en Italia. Karl von Jan publicó una edición en Musici Scriptores Graeci, 1895-1899.

## Identidad
No hay motivos razonablemente correctos para la identificación de Alipio con cualquiera de las varias personas que tenían este nombre en los tiempos de los últimos emperadores, y de cuya historia nada es conocido. Jean-Benjamin de la Borde lo sitúa en el final del siglo IV. De acuerdo con la conjetura más probable, él era el Alipio de quien el escritor Eunapio, en su obra Vida de Jámblico, rinde homenaje por su inteligencia aguda (ὁ διαλεκτικώτατος Ἀλύπιος) y baja estatura, y a quien, siendo un amigo de Jámblico, probablemente floreció bajo el gobierno del emperador Juliano el Apóstata y sus sucesores inmediatos, esto es, durante el siglo IV. Este Alipio era un nativo de Alejandría, y allí murió a edad avanzada y, por lo tanto, difícilmente puede haber sido la persona a quien el historiador romano Amiano Marcelino llamó "Alypius Antiochensis", que fue contratado por el emperador Juliano, en su intento de reconstruir el templo judío. Juliano envió dos epístolas (29 y 30) para Alipio (Ἰουλινὸς Ἀλυπίῳ ἀδελφῷ Καισαρίου), en una de las cuales le agradece por un tratado geográfico o mapa, parece más probable que este fuese Alipio de Antioquia, en vez de Alipio de Alejandría, a pesar de que Johannes Meursius supuso que ambos serían el mismo.
Jámblico escribió una vida de Alipio de Alejandría, sin embargo esta ya no existe.